# Dubravko Horvatić
Dubravko Horvatić (Zagreb, 9. prosinca 1939. – Zagreb, 20. svibnja 2004.), hrvatski pjesnik, novelist i esejist.

## Životopis
Dubravko Horvatić rođen je u Zagrebu, gdje je završio klasičnu gimnaziju i filozofski fakultet (komparativnu književnost i povijest umjetnosti). Svoj je rad započeo kao voditelj Galerije Studentskog centra, zatim prelazi u Društvo književnika Hrvatske i postaje njihovim tajnikom, te se ističe kao urednik nekoliko dječjih časopisa i listova.
Počevši s godinom 1972. slovi kao istaknut, ali isto tako rado prešućivan, pa čak i progonjen hrvatski književnik (njegov otac Viktor bio je domobranski časnik, sudac), čija su djela bila zabranjivana gotovo dvadeset godina. U to je vrijeme, usto što neumorno piše i stvara djela koja će se tek kasnije moći nesmetano čitati, na visokim dužnostima u Matici hrvatskoj čiji će, godine 1992., postati potpredsjednik. Tri je godine glavni urednik tjednika za kulturu Hrvatsko slovo (1995. – 1998.). Autor je preko 50 knjiga u kojima pronalazimo mnoštvo pjesama, novela, putopisa, eseja, kritika te književnih radova za djecu. Bio je ugledan član Hrvatske demokratske zajednice.
Bio je članom Društva hrvatskih književnika.

## Objavljena djela
Djela su mu prevedena na 25 jezika. Neka njegova djela u svojoj je antologiji Żywe źródła iz 1996. s hrvatskog na poljski prevela poljska književnica i prevoditeljica Łucja Danielewska.
Neke od njegovih knjiga ilustrirao je poznati hrvatski ilustrator Ivan Antolčić.
- 'Groznica', zbirka pjesama, Zagreb (1960.),
- 'Zla vojna', zbirka pjesama, Zagreb (1963.),
- 'Bedem', zbirka pjesama, Zagreb (1968.),
- 'Remparts', izbor pjesama u prijevodu na francuski, Zagreb (1969.),
- 'Stanari u slonu', pjesme i priče za djecu, Zagreb (1969.),
- 'Crna zemlja', zbirka pjesama, Zagreb (1970.),
- 'Slike, kipovi, usudi', likovne kritike i eseji, Zagreb (1972.),
- 'Hej, vatrogasci, požurite', slikovnica, Zagreb (1972.),
- 'Reponje', slikovnica, Zagreb (1975.),
- 'Ples smrti', antologija hrvatskog likovnog humora, Zagreb (1975.),
- 'Sveti Juraj i zmaj', drame, Zagreb-Duvno (1978.),
- 'Podravska legenda', slikovnica, Zagreb (1979.),
- 'Zvrkasti kalendar', pjesme i priče za djecu, Split-Duvno (1981.),
- 'Junačina Mijat Tomić', roman za djecu, Zagreb (1982.),
- 'Bašćina', zbirka pjesama, Zagreb (1982.),
- 'Katarina', povijesni roman za mladež, Maglaj (1983.),Zagreb (2007.),
- 'Hrvatska i druge zemlje', putopisi, Zagreb (1984.),
- 'Pleter oko slike', eseji o likovnim umjetnostima, Zagreb (1985.),
- 'Dalmacija'. monografija, Zagreb (1986.),
- 'Zrcala zbilja', ogledi o hrvatskoj književnosti, Zagreb (1986.),
- 'Grički top i druge legende', Zagreb (1987.),
- 'Dar Gospodara Tame', novele, Zagreb (1987.),
- 'Sveti zrak', zbirka pjesama, Klek-Zagreb (1988.),
- 'Josip Turković', likovna monografija, Zagreb (1988.),
- 'Izabrane pjesme', Zagreb (1988.),
- 'Olovna dolina', novele, Zagreb, (1989.),
- 'Biser-voda s Manduševca", slikovnica, Zagreb (1990.),
- 'Grički top', slikovnica, Zagreb (1990.),
- 'Zagreb i okolica', monografija (izdanje na hrvatskom, engleskom, francuskom, njemačkom i talijanskom), Zagreb(1990.), Zagreb (1995.),
- 'Zemlja, jezik, tisak', članci i eseji, Zagreb (1990.),
- 'Knjiga o Herceg-Bosni', eseji i putopisi, Zagreb (1990.),
- 'To je Hrvatska', monografija (izdanje na hrvatskom, engleskom i njemačkom), Zagreb (1991.),
- 'Hrvatska', monografija (izdanje na hrvatskom, njemačkom, engleskom i talijanskom), Zagreb, (1991.), Zagreb (1996.),
- 'Ponor', pjesme, Zagreb (1992.),
- 'Skaska o suživotu', eseji i članci, Zagreb - Klek (1992.),
- 'The Contribution of Croatians to Western Culture', esej u prijevodu na engleski, Zagreb(1992.),
- 'Hrvatine stoljećima', slikovnica, Zagreb (1992.), Zagreb (1996.),
- 'Đavo u podne', izabrane novele, Zagreb (1993.),
- 'Nepostojeći hrvatski pisci', članci i eseji, Zagreb - Sisak (1993.),
- 'Ime zla', članci i eseji, Zagreb (1994.),
- 'Ježevi u krošnji', pjesme i priče za djecu, Zagreb (1994.),
- 'Knjiga, rat, domovina', članci i eseji, Zagreb (1995.),
- 'Ratna noć', pjesme, Zagreb (1995.),
- 'Istini u oči', članci, eseji i polemike, Zagreb (1998.),
- 'Svjetionik', zbirka pjesama, Zagreb (1999.),
- 'Pabirci s poprišta', eseji, članci i putopisi, Zagreb (1999.),
- 'Pleme Kroatana', roman za mladež, Zagreb (1999.),
- 'Dr. Franjo Tuđman – sinteza teorije i prakse', studija, Zagreb (1999.),
- 'Pravo na ljubav, pravo na smrt', roman, Zagreb (2000.),
- 'Hrvatska na stratištu', članci i eseji, Zagreb (2001.),
- 'Neprohodne magle', pjesme, Zagreb (2001.),
- 'Crne zastave', novela, Zagreb (2001.),
- 'U gostima kod ljudoždera', roman za djecu, Zagreb (2002.),
- 'Od Tuđmana do tuđinca', članci i eseji, Zagreb (2002.),
- 'Kalendarij hrvatske groteske', dnevnik, Zagreb (2003.).

## Nagrade i počasti
Dobio je nekoliko književnih nagrada, među ostalima nagrade nagradu Ivana Brlić Mažuranić (1987.), nagradu Miroslav Krleža (1990.) i nagradu Tin Ujević (1996.).
Njemu u čast se nazvalo hrvatsku književnu nagradu, nagradu Dubravko Horvatić, koja se dodjeljuje od 11. obljetnice časopisa Hrvatskog slova, 28. travnja 2006.